# Darvydas Šernas
Darvydas Šernas (* 22. April 1984 in Alytus, Litauen) ist ein ehemaliger litauischer Fußballspieler.

## Karriere

### Verein
Šernas begann seine Karriere 2001 bei FK Dainava Alytus, von wo er 2002 zu Vėtra Vilnius wechselte. In fünfeinhalb Jahren bei Vėtra wurde die Mannschaft dreimal Dritter der höchsten litauischen Spielklasse. Weiters spielte er in vier aufeinanderfolgenden UI-Cups, wobei er in fünf Einsätzen zwei Tore erzielte (gegen CFR Cluj und AFC Llanelli aus Wales). Im September 2008 wechselte er auf Leihbasis für drei Monate nach Russland zu Spartak Naltschik.
Der linke Mittelfeldspieler unterschrieb bei Widzew Łódź in Polen. Nach dem ersten Platz 2009 in der zweithöchsten polnischen Spielklasse, der aufgrund von Lizenzproblemen trotzdem nicht zum Aufstieg reichte, konnte der Verein 2010 wieder Erster in der zweiten Liga werden und in die Ekstraklasa aufsteigen. Im Sommer 2011 wechselte Šernas zum Ligakonkurrenten Zagłębie Lubin.
Anfang Januar 2013 wechselte er auf Leihbasis bis zum Saisonende 2012/13 zum türkischen Erstligisten Gaziantepspor, der zudem eine Kaufoption besitzt. Von dieser machte der Klub im Mai 2013 Gebrauch und verpflichtete Šernas zur Saison 2013/14 fest.
Im Frühjahr 2014 wechselte Šernas auf Leihbasis zum australischen Verein Perth Glory. Er absolvierte 10 Ligaspiele und erzielte ein Tor. Zur Saison 2014/15 kehrte er nach Polen zurück und unterschrieb einen Einjahresvertrag beim Zweitligisten Wigry Suwałki. Dort schloss er sich aber schon ein halbes Jahr später Ross County in Schottland an. Ab dem Sommer 2015 spielte er dann für Žalgiris Vilnius.
Im Januar 2016 kehrte er in die Türkei zurück und heuerte beim Zweitligisten Alanyaspor an. Anfang September 2016 verließ er diesen Klub wieder, um im folgenden Januar erneut einen Vertrag bei Žalgiris Vilnius zu unterschreiben. 2018 spielte er für die beiden Vereine Hapoel Kfar Saba und FK Soʻgʻdiyona Jizzax. Die Saison 2019 verbrachte er dann beim FK Atlantas Klaipėda und beendete anschließend seine aktive Karriere.

### Nationalmannschaft
Für die A-Nationalmannschaft Litauens absolvierte Šernas von 2008 bis 2018 insgesamt 47 Partien und erzielte dabei fünf Tore. Sein Debüt gab er am 31. Mai 2008 beim 1:0-Testspielsieg gegen Estland, als er in der 51. Minute für Andrius Jokšas eingewechselt wurde.

## Erfolge
mit Widzew Łódź
- Meister der 1. Liga, Aufstieg in die Ekstraklasa: 2009/10

mit Žalgiris Vilnius
- Litauischer Meister: 2015
- Litauischer Pokalsieger: 2015
- Litauischer Superpokalsieger: 2017

mit Alanyaspor
- Play-off-Sieger der TFF 1. Lig und Aufstieg in die Süper Lig: 2015/16